# トリオース
トリオース（Triose）または三炭糖（さんたんとう）は、3個の炭素原子を含む単糖である。アルドトリオース（グリセルアルデヒド）とケトトリオース（ジヒドロキシアセトン）のみが存在する。トリオースは細胞呼吸において重要な生体物質であり、乳酸とピルビン酸はアルドトリオースとケトトリオースから誘導される。

D-グリセルアルデヒド
ジヒドロキシアセトン